# Spoleto
Spoleto je grad i istoimena općina u središnjoj Italiji; četvrti po veličini u talijanskoj pokrajini Perugia (Umbrija).
Nalazi se u jugoistočnom dijelu Umbrije, oko 60 km od Peruggije, na strmoj padini iznad koje se uzdižu središnji Apenini.

## Povijest
Najraniji tragovi naselja iz brončanog doba nađeni su na brežuljku Sant'Elia odmah iznad današnjeg grada. Od kraja 8. stoljeća prije Krista Spoleto je bio najvažniji centar moći u južnoj Umbriji, o čemu svjedoči bogata vladarska nekropola Piazza d'Armi.
Grad Spoletium se prvi put spominje kao kolonija 241. pr. Kr. God. 217. prije Krista Spoletium je napao Hannibal kojega su stanovnici otjerali. Za drugog punskog rata grad je bio saveznik Rima. Tijekom građanskog rata stradao je i od vojske Gaja Marija i Sule. Sula ga je osvojio 82. godine prije Krista i od tada je grad je postao municipij sa stalnim garnizonom. U prvom stoljeću Spoleto je postao središte biskupije.
Emilijan, kojega su u Moeziji njegovi vojnici proglasili za cara, ubijen je ovdje 253. godine, neposredno prije početka borbe protiv njegova suparnika Valerijana. Temelji biskupskog sjedišta u Spoletu datiraju iz 4. stoljeća. Tijekom vandalske invazije i gotičkih ratova, grad je bio važno uporište.
Tijekom Langobarda Spoleto je postao glavni grad neovisne Vojvodstvo Spoleto (oko 570.). Grofica Matilda od Toskane ga prisvaja svom vojvodstvu 1079. god., kao dar od pape Grgura VII.
God. 1155. grad je uništio Fridrik I. Barbarossa. Naposljetku je 1213. god. grad osvojio papa Grgur IX. koji ga prisvaja Papinskoj Državi.
God. 1809. grad je postao prefektura (sjedište županije) francuskog odjela Trasimene. Osvajaju ga talijanski vojnici 1860. godine.

## Znamenitosti
Godine 2011. UNESCO je na popis mjesta svjetske baštine u Europi upisao sedam mjesta moći koja svjedoče o glavnoj ulozi Langobarda u duhovnom i kulturnom razvoju srednjovjekovnog europskog kršćanstva, pogotovo potičući razvoj monaštva. U Spoletu to je Bazilika San Salvatore, ranokršćanska bazilika iz 4. – 5. st. koju su Langobardi obnovili i jako proširili u 8. st. Ona je trobrodna crkva s trostrukim svetištem iznad kojeg je osmerokutni svod, dok je apsida polukružna i okružena s dvije prostorije, tako da izvana imaju zajednički ravan zid. Pročelje s polustupovima i tri portala ukrašena antičkim motivima joj je sačuvano u izvornom obliku.
- Srednjovekovna tvrđava Rocca_Albornoziana
- Središte grada
- Očuvano starorimsko kazalište
- Gradska katedrala

## Vanjske poveznice
- Službena stranica grada Spoleta